# Cuthbert de Canterbury

## Primeros años y Hereford
De familia noble, en sus primeros registros figura como abad de Lyminge, desde donde fue elevado a la sede de Hereford en 736. Se desempeñó como tal durante cuatro años antes de su elevación a la sede de Canterbury en 740. Una vez consagrado, escribió epitafios para las tumbas de sus tres predecesores.
Probablemente debía su elección al consejo de Ethelbaldo de Mercia. Un gran número de mercianos fueron Arzobispos en Canterbury durante esos años gracias a su influencia, lo que sugiere que la autoridad de Mercia se estaba expandiendo en Kent.

## Canterbury
Cuthbert fue el receptor de una larga carta de San Bonifacio, quien se lamentaba de la laxitud moral del clero en las islas británicas y de los excesos con el alcohol por parte de los obispos anglosajones. También envió cartas similares a Llull, Arzobispo de Maguncia y un nativo de Inglaterra. El Papa Gregorio III en el 735 enviando el palio al obispo de York, convirtiéndola en un arzobispado, de esta forma Canterbury pierde en gran parte su influencia como único arzobispado.
Presidió el concilio de Clovesho el año 747 junto con Ethelbaldo de Mercia, donde se estableció que todos los clérigos debían explicar los principios básicos a los laicos, también se determinó la vestimenta clerical, el control de los monasterios y el comportamiento del clero. Además se dispuso que cada diócesis debía celebrar un sínodo para anunciar las decisiones de este Consejo. Cuthbert envió a su diácono al Papa para presentarle un informe sobre el Concilio y sus resoluciones. Esta acción probablemente tenga una estrecha relación con las quejas que San Bonifacio le hiciera, quien al poco tiempo murió martirizado. 
Bajo sus órdenes se construyó la Iglesia San Juan Bautista de Canterbury que fue destruida por un incendio en 1056, que sirvió como sepulcro a muchos arzobispos y más adelante se convirtió en un lugar de celebración de ordalías aunque no hay información sobre si éstas fueron celebradas en tiempos de Cuthbert.
Las prácticas funerarias cambiaron después de Cuthbert, pero no está claro si era o no su intención. Fuentes posteriores ven el cambio de estas costumbres como resultado de una solicitud del arzobispo de ser enterrado en los jardines de la Iglesia, y que esta costumbre se extendió primero en Inglaterra y más tarde al resto del mundo cristiano. La principal evidencia de esta teoría son las pruebas de estos cambios tras hallazgos arqueológicos en la zona que evidencian un cambio en los ritos funerarios en esa época, aunque no se han podido demostrar los motivos.

## Muerte y legado
Murió el 26 de octubre de 760 y más tarde fue canonizado, su día de fiesta es el 26 de octubre. Fue enterrado en la iglesia de San Juan Bautista, siendo el primer arzobispo de Canterbury que no fue sepultado en la Abadía de San Agustín.
| Predecesor: Nothelm | Arzobispo de Canterbury 740 - 760 | Sucesor: Bregowine |